# Anisodes silas
Anisodes silas är en fjärilsart som beskrevs av William Schaus 1912. Anisodes silas ingår i släktet Anisodes och familjen mätare. Inga underarter finns listade i Catalogue of Life.